# Cratoptera zarumata
Cratoptera zarumata är en fjärilsart som beskrevs av Charles Oberthür 1912. Cratoptera zarumata ingår i släktet Cratoptera och familjen mätare. Inga underarter finns listade i Catalogue of Life.